# 不在届
不在届（ふざいとどけ）とは、郵便窓口に提出することで、世帯全員の全ての郵便物等を一定期間保管後にまとめて配達する郵便サービスである。保管することを留置（とめおき）という。

## 概要
主に、旅行などで自宅を長期間留守にする場合に利用される。
利用条件としては、世帯全員が自宅を留守にすることが条件である。家族の中の一人だけの郵便物を留め置くことはできない。家族の一人でも在宅していることが判明した場合は、その時点で不在届は自動的に解除となる。
留置期間最終日の翌日（日曜・祝日を除く）にまとめて配達される。留置郵便物を郵便窓口で受け取る場合提出者が本人確認資料を持参の上申し出ることで可能だが受け取るものを選ぶことは出来ず世帯全員の全ての郵便物が交付される。又、それを以て不在届は解除となる。
最長で30日間まで留置できる。不在届を再提出することによる30日間を超えた留置は禁止されている。
不在届は、郵便窓口でもらえる所定の用紙に記入し、窓口に提出する。提出できる郵便窓口は自宅の最寄りの郵便局か、自宅に配達を行っている集配郵便局だけである。窓口に提出する際に身分証明書の提示が必要。
不在届が提出されると、本当に不在かどうか郵便配達員がインターホンを鳴らして確認を行うことがある。また、第三者による届け出防止のため、2010年5月からは「不在届受付確認票」（郵便物預かり確認書）が配達されるようになった。
なお、郵便局留めと混同されることがあるが、全く異なる制度である。

## 不在届の取り消し
不在届を途中で取り消したい場合は集配局に相談となる。基本的には提出者が本人確認資料を持参の上窓口に申し出ることで可能。前述の通り、家族の一人でも在宅ならば取り消すことができる。